# Abu Ya'qub Yusuf al-Nasr
Abū Yaʿqūb Yūsuf al-Nāṣr al-Marīnī (in arabo أَبُو يُوسُف يَعقُوب الناصر‎?; ... – al-Mansura, 13 maggio 1307)  è stato il sesto sultano della dinastia merinide. Succedette al padre Abū Yūsuf Yaʿqūb nel 1286, regnando sul Maghreb al-Aqsa (attuale Marocco) fino al 1307, anno del suo assassinio. Gli succedette al trono il nipote Abū Thābit ʿĀmir.

## Biografia
Abū Yaʿqūb Yūsuf succedette al padre Abū Yūsuf Yaʿqūb nel marzo del 1286, poco dopo la spedizione di quest'ultimo in Spagna, dove stipulò un trattato di pace con Sancho IV di Castiglia.

La sua salita al trono venne contestata da molti suoi parenti, tra cui suo fratello. Alcuni di questi contestatori erano appoggiati dal sultano zayyanide Abū Saʿīd ʿUthmān del Regno di Tlemcen. In risposta a questi tentativi di detronizzarlo, uno dei primi atti che fece Abū Yaʿqūb dopo essere salito al trono, fu quello di sottoscrivere un accordo con il sultano nasride di Granada Muḥammad II al-Faqīh, cedendogli tutte le città spagnole che appartenevano ai Merinidi, con l'eccezione di Algeciras, Tarifa, Ronda e Guadix (Guadix verrà ceduta al Sultanato di Granada più tardi, nel 1288), per potersi occuparsi meglio dei suoi affari interni in Maghreb.

Nel novembre 1288, il figlio di Abū Yaʿqūb, Abū ʿĀmir, organizzò un complotto per tentare di deporre il padre. Il complotto venne presto scoperto e fermato, ma Abū ʿĀmir e i suoi sostenitori si rifugiarono presso la corte del sultano zayyanide Abū Saʿīd ʿUthmān di Tlemcen.
 
Abū Yaʿqūb si riconciliò presto con il figlio, chiedendo però che i suoi sostenitori cospiratori fossero giustiziati, ma Abū Saʿīd si rifiutò di consegnarli. In risposta a ciò, Abū Yaʿqūb spedì una flotta che attuò un blocco navale contro il Regno di Tlemcen per gran parte del 1290, ma non ottenne alcun risultato.
Nel 1291, la tregua con Sancho IV di Castiglia giunse a scadimento e si riaccesero le ostilità in Spagna. Mentre Abū Yaʿqūb era occupato contro il Regno di Tlemcen, Sancho IV cospirò con il sultano nasride Muḥammad II al-Faqīh per conquistare e spartirsi le tre rimanenti città merinidi in Spagna, Tarifa, Algeciras e Ronda. Con l'aiuto granadino, la città merinide di Tarifa venne conquistata da Sancho IV nell'ottobre 1292.

Ma Sancho si rifiutò di rispettare la sua parte di accordo e di consegnare la città al Sultanato di Granada.

Muḥammad II cercò subito di riallacciare le relazioni con i Merinidi. Dopo un incontro diplomatico a Tangeri, nei primi mesi del 1293, Abū Yaʿqūb accettò di aiutare Muḥammad II a recuperare Tarifa dalla Castiglia, ma a condizione che essa fosse consegnata ai Merinidi. In cambio della città i Merinidi avrebbero consegnato Algeciras e Ronda al Sultanato di Granada. Per confermare l'accordo Muḥammad II consegnò ad Abū Yaʿqūb quattro copie del Corano risalenti al VII secolo, che erano state stilate per ordine del califfo ʿUthmān. Esse erano state portate in al-Andalus dall'omayyade ʿAbd al-Raḥmān I quando era fuggito da Damasco alla volta di Cordova. L'Infante Don Juan (zio di Sancho IV), in esilio, accettò di partecipare a questa campagna a fianco alla coalizione musulmana.

Abū Yaʿqūb attraversò lo stretto di Gibilterra nel 1293 (o 1294) e assediò Tarifa. Ma la città venne ben difesa dal nobile castigliano Alonso Perez de Guzman. Si dice che quando Don Juan minacciò di uccidere il figlio di Guzman, che egli teneva prigioniero, se non si fosse arreso, l'unica risposta di Guzman fu quella di lanciare un coltello dalle mura, dicendogli di procedere con la sua minaccia.

Intorno al 1294, quando era ancora in Spagna, Abū Yaʿqūb ricevette la notizia che una rivolta era scoppiata tra i berberi Wattasidi del Rīf, fomentata dagli Zayyanidi di Tlemcen. I piani per la conquista di Tarifa vennero abbandonati e Abū Yaʿqūb passò gran parte dell'anno a sedare la rivolta nel Rīf.
L'assedio fallito di Tarifa convinse il sultano merinide ad abbandonare i suoi piani di espansione nella Penisola iberica. Nel 1295 consegnò a Muḥammad II di Granada le ultime due città merinidi rimanenti in Spagna: Algeciras e Ronda.

### Assedio di Tlemcen
Ora che aveva abbandonato i suoi territori andalusi, il sultano Abū Yaʿqūb era pronto ad iniziare, nel 1295, una guerra contro gli Zayyanidi del  Regno di Tlemcen. Preparando un numeroso e variegato esercito composto da cavalieri tribali berberi e arabi, balestrieri granadini, mercenari castigliani, aragonesi, curdi, turkmeni e Oghuz, guidò una grossa spedizione contro il Regno di Tlemcen. Le armate merinidi conquistarono Taourirt nel 1295, Oujda nel 1296, Taount e Nedroma nel 1297, prima di arrivare davanti a Tlemcen nel maggio 1299. Abū Yaʿqūb eresse un campo d'assedio che si trasformò presto in una vera e propria città, nota come al-Maḥalla al-Manṣūra ('Il campo vittorioso'), con mercati, bagni pubblici, palazzi e moschee. Da qui, diresse l'assedio contro Tlemcen, mentre altri contingenti vennero mandati a conquistare i possedimenti costieri del sultanato zayyanide.

Tuttavia, la città di Tlemcen non cedette all'assedio. La morte del sultano zayyanide Abū Saʿīd nel 1304 indusse la città stremata a cercare un accordo per una capitolazione, ma il successore di Abū Saʿīd, Abū Zayyān, radunò presto un nuovo esercito continuando la difesa della città.

Per cercare di mandare via gli assedianti, gli ambasciatori zayyanidi convinsero il nuovo sultano nasride di Granada, Muḥammad III, a fomentare una rivolta di un pretendente al trono merinide, un certo ʿUthmān ibn Idrīs, che sbarcò in Maghreb con un esercito granadino e conquistò Ceuta nel 1306, proclamandosi sultano del Marocco. Il sultano Abū Yaʿqūb ignorò tuttavia la minaccia che era scoppiata nel nord del suo regno, preferendo portare avanti l'assedio di Tlemcen, ormai stremata, che pareva stesse per cedere. Le truppe di ʿUthmān b. Idrīs, incontrastate, riuscirono a conquistare le città di Assilah, Larache e gran parte della regione Ghomara.

Nel mese di maggio 1307, il sultano Abū Yaʿqūb Yūsuf fu assassinato nel campo di assedio da un eunuco per motivi non chiari, probabilmente per motivi legati a complotti interni del suo harem. Gli succedette il nipote, Abū Thābit ʿĀmir che, saggiamente, scelse di porre fine all'assedio di Tlemcen per andare ad affrontare il ribelle ʿUthmān b. Idrīs a Ceuta.